# Henri-Frédéric Iselin
Henri-Frédéric Iselin (Clairegoutte, ... – Parigi, 1905) è stato uno scultore francese.
Nacque a Clairegoutte, Alta Saona; fu allievo di François Rude. 
Iselin cominciò la sua attività a Parigi, al Salon nel 1849, e diventò famoso ed ebbe successo, scolpendo molti ritratti.
È morto nel 1905 a Parigi.

## Opere principali

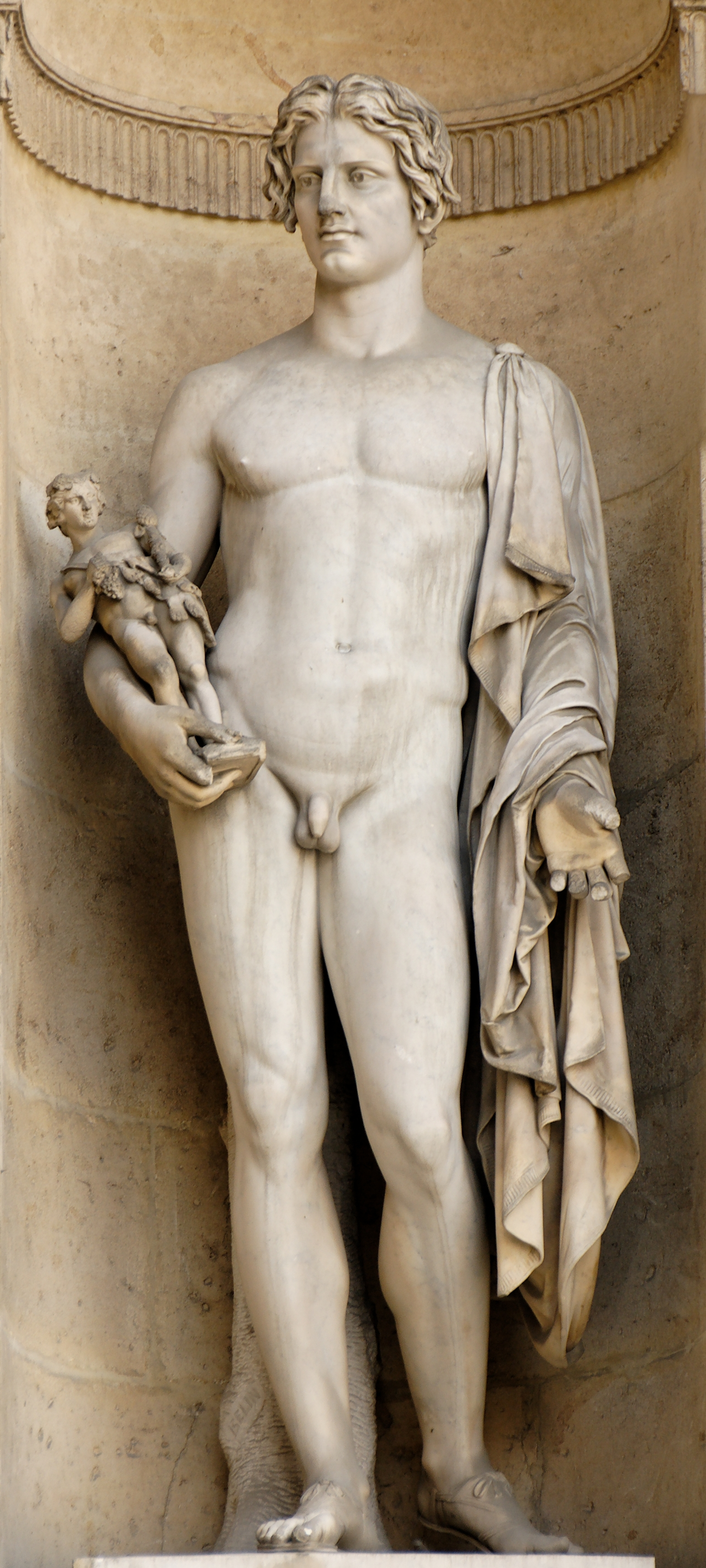
Euripilo, di Henri-Frédéric Iselin, palazzo del Louvre

Iselin ha realizzato molte statue o busti, inclusi quelli di: 
- Napoleone III di Francia (Castello di Compiègne)
- Eugenia de Montijo (Vesoul, musée Georges-Garret)
- Charles Auguste Louis Joseph, duc de Morny (Deauville and Château de Compiègne)
- Mérimée (Paris, Bibliothèque Nationale)
- Joachim Murat (Versailles, museum)
- Boileau (Paris, museo d'Orsay)
- Claude Bernard (Reggia di Versailles)
- Mirabeau (Versailles, Salle du Jeu de Paume)
- François Miron (Hôtel de Ville de Paris),
- Louis-Benoît Picard (Paris, Institut de France)
- Denis Poisson (Vesoul, musée Georges-Garret)
- Général de Lamoricière (Vesoul, musée Georges-Garret)
- Louis Lagrange (Vesoul, musée Georges-Garret)
- Pierre Gardel (Paris, Académie nationale de musique)
- L'Élégance (Opéra Garnier)